# Vladimir Beba Popović

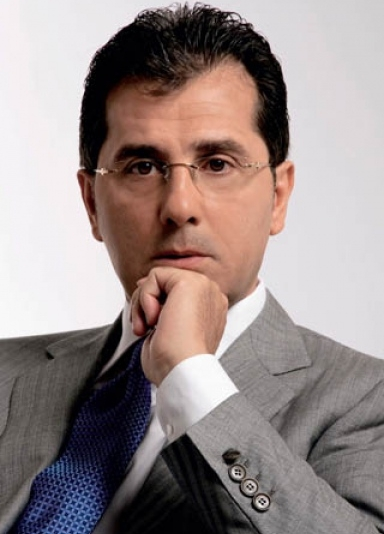
Retrato de Vladimir Beba Popovic

Vladimir Beba Popovic (Serbia, 1958) es el fundador y director de la organización Instituto de Políticas Públicas, un tanque de ideas regional, y exjefe de la Oficina de Comunicaciones en el Gobierno de Zoran Djindjic. 

## Biografía
Nació en 1958 en Serbia. Licenciado en la Facultad de Economía de la Universidad de Belgrado. A finales de 1980, llegó a ser el primer director en el territorio yugoslavo de la Ogilvy & Mather, cadena multinacional de agencias de publicidad. Al haberse introducido el sistema multipartidista en Serbia, Vladimir Popovic tomó parte muy activa en la vida política de la Serbia oposicionista; desde el principio creaba campañas de mercadotecnia para la mayoría de los partidos políticos de la oposición serbia en aquel entonces. A partir de 1994 establece una colaboración continua con el Partido Democrático y su presidente Zoran Djindjic. En aquella época, desempeñaba el papel de director de todas las campañas políticas en las que participaba el Partido Democrático, así como varias coaliciones de oposición, como las coaliciones Zajedno (Juntos), Savez za promene (Alianza por el Cambio) y otros. También fue director de la campaña electoral para la DOS (Oposición Democrática de Serbia). Después de los cambios democráticos, entró en el gobierno, tomando parte en la creación del gabinete del primer ministro serbio, y luego asumiendo la responsabilidad de formar y dirigir la Oficina de Comunicaciones del Gobierno de la República de Serbia. Permaneció en aquel cargo hasta mediados de 2003, cuando regresó a su empresa y las actividades publicitarias. 
A partir de 2004 continúa apoyando activamente a la sociedad civil en Serbia. Ha participado en la elaboración de diversos proyectos, principalmente con el Yucom, Comité de Abogados por los Derechos Humanos de Belgrado y su directora Biljana Kovacevic Vuco. Sigue activamente prestando servicios, apoyando partidos políticos de orientación civil en Serbia, y tomando parte en la creación de movimientos y partidos liberales y democráticos nuevos. A partir de 2005 vive y trabaja en Viena, Londres y Podgorica. Se ha especializado en distintos cursos de formación avanzada en marketing político, administración del Estado, medios y aplicación de estrategias de medios de comunicación.